# Myracrodruon urundeuva
Myracrodruon urundeuva là một loài thực vật có hoa trong họ Đào lộn hột. Loài này được Allemão mô tả khoa học đầu tiên năm 1862.

## Hình ảnh

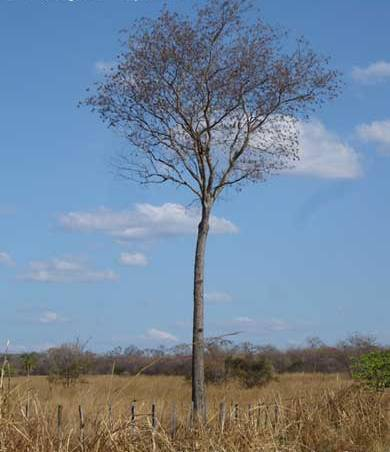
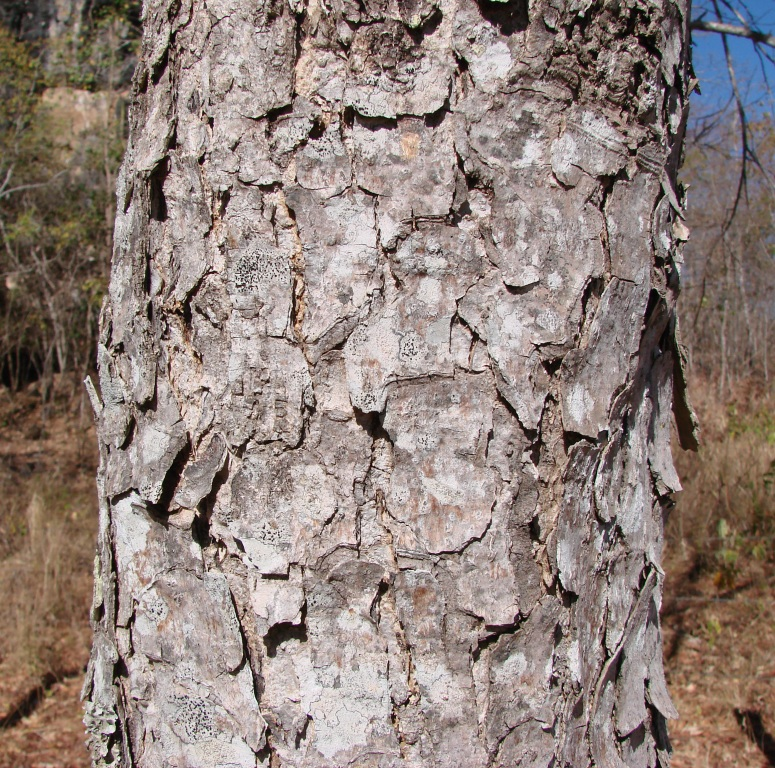
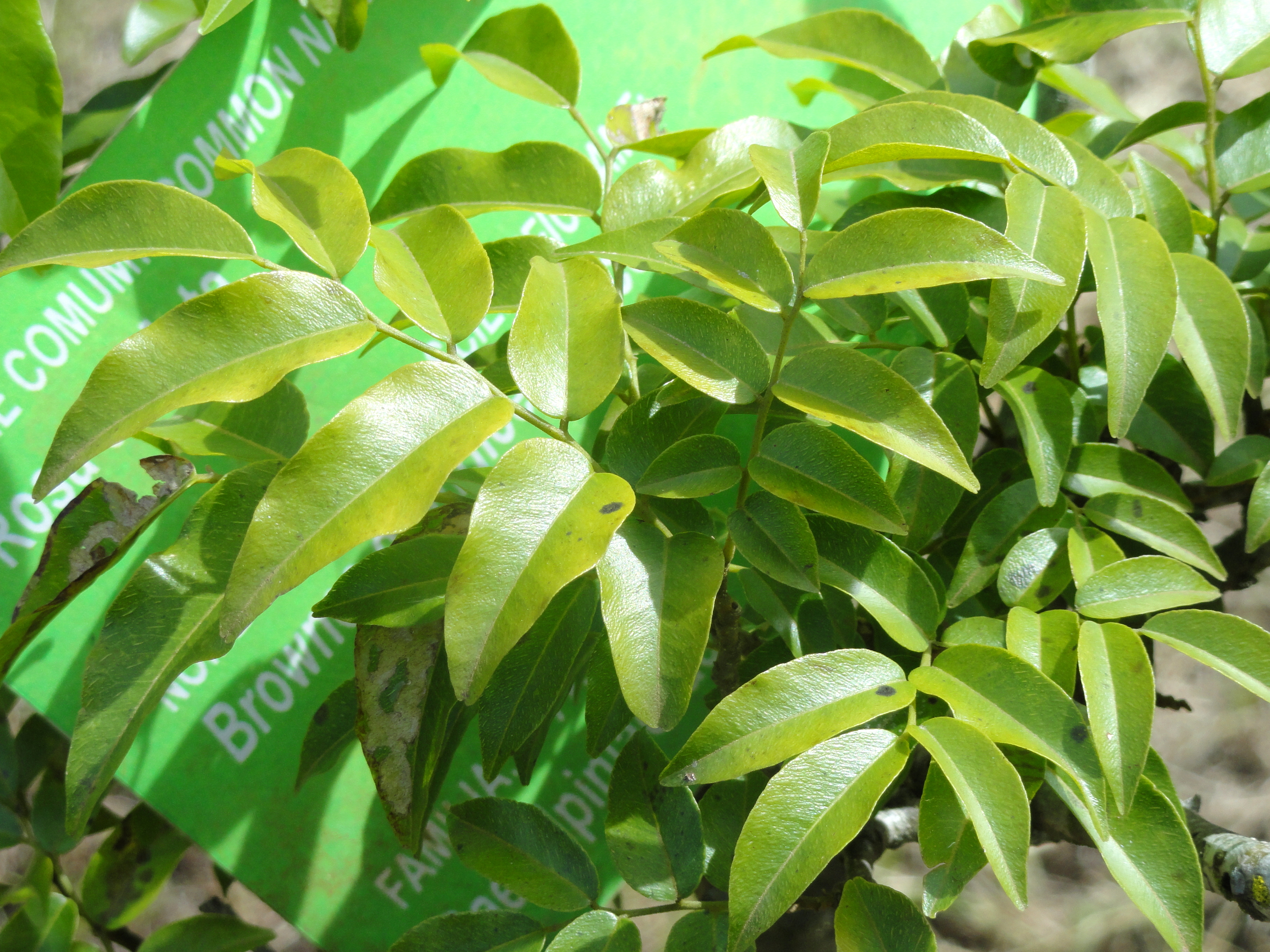
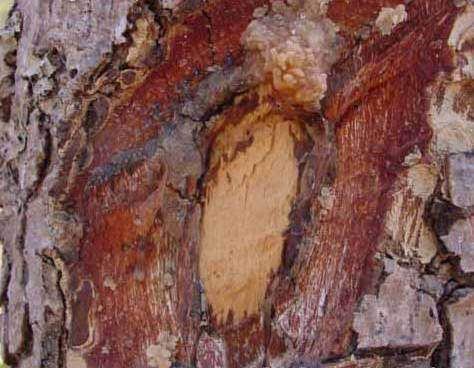